# Nativa FM Bauru
Nativa FM Bauru é uma emissora de rádio comercial brasileira outorgada e sediada em Bauru, cidade do interior do estado de São Paulo. Opera na modailidade FM (Frequência Modulada), na frequência FM 91,5 MHz, sendo originária da migração AM-FM e é uma emissora própria da Nativa FM.

## História
A PRG 8 Bauru Rádio Clube, iniciou suas atividades, em 26 de abril de 1934, foi a primeira emissora de rádio de Bauru. A emissora tem uma longa história e, inclusive, foi a segunda a realizar transmissão de rádio no interior paulista. Sendo criada por João Simonetti, a inspiração veio das aparelhagens de alto-falante instaladas e a projeção de slides que realizava os anúncios das lojas na cidade. 
A programação da emissora, era dividida em jornais, telenovelas, humorísticos e até mesmo concurso de calouros - que foi um dos programas de maior audiência da PRG 8 na região. Outro programa que fazia sucesso foi o primeiro radiojornal, o Grande Jornal Falado G-8, que foi inspirado no programa Grande Jornal Falado Tupi, transmitido pela Super Rádio Tupi, do Rio de Janeiro.
A torre da emissora situava no Jardim Marambá, operando com 5000 kw de potência. As jornadas esportivas foram o ápice da emissora, que contava com: Francisco Reginato Junior e Walter Lisboa (narradores), Waldomiro Borges e Laudze Menezes (comentaristas), entre outros.
No período de 1960, a emissora passou por muitas mudanças e a mesma foi vendida. Em 1979, a emissora foi adquirida pelo Grupo Bandeirantes de Comunicação, com isso, passou a alugar a programação da emissora para igrejas. O dinheiro do aluguel, servia pra cobrir os gastos da TV Bandeirantes Presidente Prudente, já que a mesma possuí uma retransmissora em Bauru (atualmente Band Paulista).
Desde 2000, a emissora não tinha programação fixa e passou a incluir programas de músicas sertanejas, mas ainda com arrendamentos em outros horários, para igrejas católicas, como o programa Boas Novas na Terra de Santa Cruz, que foi o programa mais antigo da emissora, além de outros de caráter evangélico.
Por alguns anos, a emissora se chamava Rádio Bandeirantes Bauru, apesar de ter sido afiliada da Rádio Bandeirantes, a retransmissão só ocorria nas madrugadas e a mesma não possuía anunciantes, só eram exibidos propagandas institucionais, seus estúdios eram localizados na Avenida Nuno de Assis, no Jardim Bela Vista.
Em 2014, a emissora solicitou a migração AM-FM. Em 2018, a emissora migrou em testes em sua nova frequência FM 91,5 e foi confirmada que nessa migração se tornaria uma emissora própria da Nativa FM, que pertence ao Grupo Bandeirantes.
A fase da Bauru Rádio Clube, encerrou no inicio de julho de 2018. Em seu lugar, a emissora estreou no programa Arena Nativa. Ainda no mês de julho de 2018, a emissora recebeu ameaças de emissoras clandestinas da cidade, que se caso ela continuasse veiculando nos intervalos propagandas sobre operação ilegal de rádios consideradas piratas, o sinal seria cortado, a ABERT repudiou as ameaças em um comunicado.
No dia 1 de agosto de 2018, data que comemora o aniversário da cidade, a emissora inaugurou seu novo estúdio no Boulevard Shopping, a torre nova da mesma, se localiza no Jardim Terra Branca.